# Николаев, Фёдор Фёдорович
Фёдор Фёдорович Николаев — советский хозяйственный, государственный и политический деятель.

## Биография
Родился в 1912 году. Член ВКП(б).
С 1922 года — на хозяйственной, общественной и политической работе. В 1922—1959 гг. — ученик бондаря, помощник машиниста, машинист вращающихся печей завода «Октябрь», в РККА, участник Великой Отечественной войны, мичман-краснофлотец на сверхурочной службе, работал на шахтных печах, машинист цементного завода «Октябрь» Краснодарского края.
В 1952 году за разработку и внедрение водяного охлаждения корпусов вращающихся цементно-обжигательных печей был удостоен Сталинской премии III степени в составе коллектива.
Избирался депутатом Верховного Совета РСФСР 3-го и 4-го созывов.
Умер до 1985 года. 